# Аргуэльо, Хосе Дарио
Хосе Дарио Аргуэльо (исп. José Darío Argüello, 1753—1828) — испано-мексиканский военный и государственный деятель, основатель Лос-Анджелеса, колониальный губернатор Верхней Калифорнии, затем — Нижней Калифорнии.

## Биография
Хосе Дарио Аргуэльо родился в 1753 году в Сантьяго-де-Керетаро, Новая Испания (современная Мексика). Поступил на службу в драгунский полк, где служил рядовым, а затем сержантом президентской роты в Альтаре. В 1781 году он получил звание альфереса (младшего лейтенанта). 4 сентября 1781 года, по приказу губернатора обеих Калифорний Фелипе де Неве, группой испанских колонистов из 46 человек, во главе с Хосе Аргуэльо был основан посёлок под названием El Pueblo de Nuestra Señora la Reina de los Ángeles sobre El Río Porciúncula (с исп. — «Селение Девы Марии, Царицы Ангелов, на реке Порсьюнкула»), впоследствии ставший городом Лос-Анджелес. После этого Хосе Аргуэльо вернулся в Санта-Барбару, где в 1782 году заложил форт Санта-Барбара. В 1787 году Аргуэльо получил звание лейтенанта и был назначен комендантом форта Сан-Франциско, где прослужил до 1791 года, в 1791—1796 годах служил комендантом форта в Монтерее, а с 1796 по 1806 годы — вновь комендантом форта Сан-Франциско. Во время его пребывания в должности коменданта, в марте 1806 года, в порт Сан-Франциско зашли русские суда «Юнона» и «Авось», которыми командовал известный дипломат и предприниматель граф Н. П. Резанов. Резанов познакомился с пятнадцатилетней дочерью Аргуэльо Консепсьон (Кончитой) и через некоторое время сделал ей предложение руки и сердца. Этому браку не суждено было состояться: Резанов, отправившийся в Россию, чтобы выхлопотать разрешение на брак с католичкой, по дороге тяжело заболел и умер в Красноярске в возрасте 43 лет, что стало основой сюжета поэмы «Авось» поэта А. А. Вознесенского, а впоследствии — рок-оперы «Юнона и Авось» А. Вознесенского и А. Рыбникова.
В 1795 году губернатор обеих Калифорний Диего де Борика выделил Аргуэльо земельный надел под названием Ранчо де лас Пульгас («Ранчо блох»). Это ранчо было самым крупным земельным наделом на полуострове Сан-Франциско и занимало 35 260 акров (142,7 км²), располагалось на территории современного округа Сан-Матео, штат Калифорния.

### Губернатор Верхней и Нижней Калифорний
После смерти первого губернатора Верхней Калифорнии Хосе Хоакина де Арильяги Аргуэльо был назначен исполняющим обязанности губернатора Верхней Калифорнии, эту должность он занимал с 1814 по 1815 годы, пока оставался в Санта-Барбаре. В 1815 году Аргуэльо был назначен губернатором Нижней Калифорнии и пробыл на этом посту до 1822 года. Хосе Дарио Аргуэльо умер в 1828 году в возрасте 75 лет в Гвадалахаре.

## Семья
Хосе Аргуэльо был женат на Марии Игнасии Мораге. Их дочь Мария — прототип Кончиты, героини рок-оперы «Юнона и Авось». Двое их сыновей также занимали видные посты в Верхней Калифорнии: Луис Антонио стал первым «коренным» губернатором Калифорнии (1822—1825); Сантьяго был комендантом форта Сан-Диего и алькальдом (мэром) этого города. Другие дети: Тениенте Хосе Дарио Аргуэльо, Хоакин Максимо Аргуэльо, Гервасио Аргуэльо и Ана Гертрудис Рудесинда Аргуэльо.

## Память
В честь Хосе Аргуэльо названы:
- Мыс Аргуэльо в округе Санта-Барбара к западу от Ломпока в штате Калифорния — назван Джорджем Ванкувером в 1793 году;
- Бульвар в Сан-Франциско, который ведёт к бывшему форту Сан-Франциско[англ.];
- Парк в городе Сан-Карлос, Калифорния.